# Nyakijanda (vattendrag, lat -3,44, long 30,07)
Nyakijanda är ett vattendrag i Burundi. Det ligger i den centrala delen av landet, 80 km öster om huvudstaden Bujumbura.
Omgivningarna runt Nyakijanda är en mosaik av jordbruksmark och naturlig växtlighet. Runt Nyakijanda är det ganska tätbefolkat, med 111 invånare per kvadratkilometer.